# Square Montholon
Pour les articles homonymes, voir Famille de Montholon.
Le square Montholon est un espace vert du 9e arrondissement de Paris, France.

## Situation et accès
Ce square est accessible par le 2, rue Mayran.
Il est desservi par la ligne 7 aux stations de métro Cadet et Poissonnière.

## Description
D'une superficie de 4 571 m2, il est entouré de grilles dessinées par Gabriel Davioud et comprend deux terrasses. Deux platanes d'Orient centenaires d'environ 30 m sont plantés dans la pelouse centrale. Le plus grand, 32 m de haut et 4,32 m de circonférence, a été planté en 1872.
Parmi les autres essences figurent des aulnes, des catalpas, des arbres aux quarante écus, des tilleuls, des paulownias, un hêtre pleureur, un robinier, un savonnier, un prunus pissardii. Le square compte aussi des arbustes et des corbeilles de fleurs.

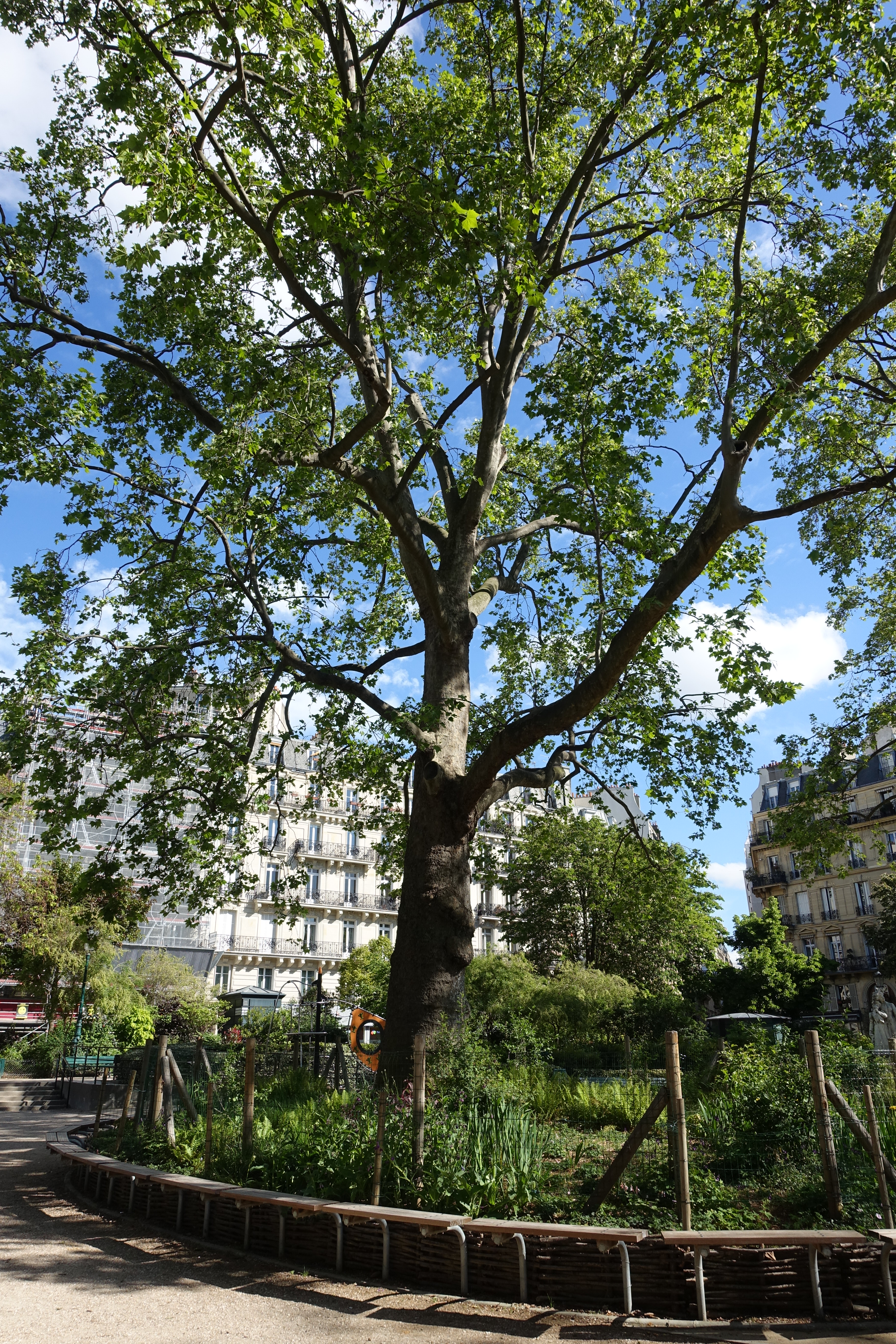
Arbre.
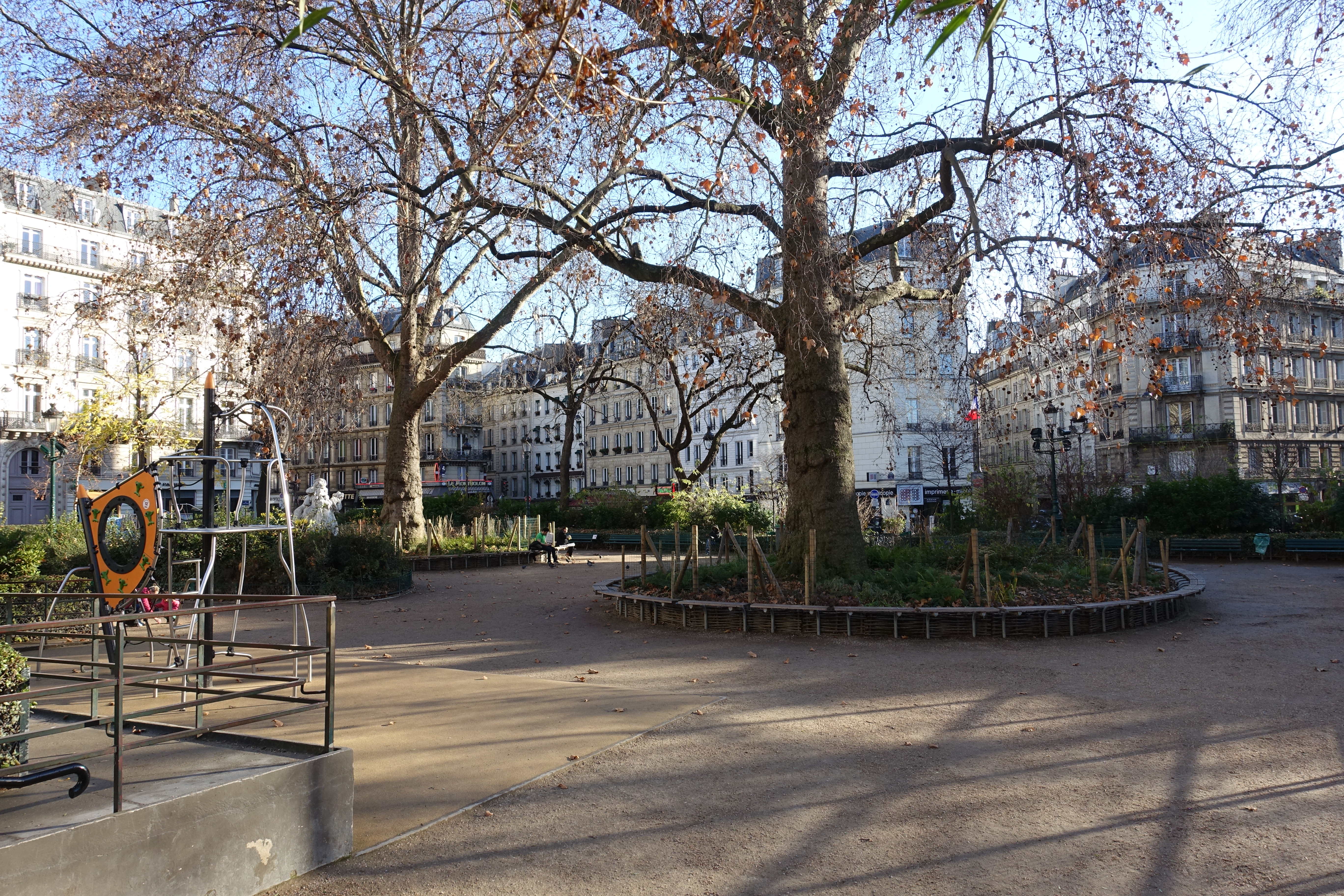
Les platanes.
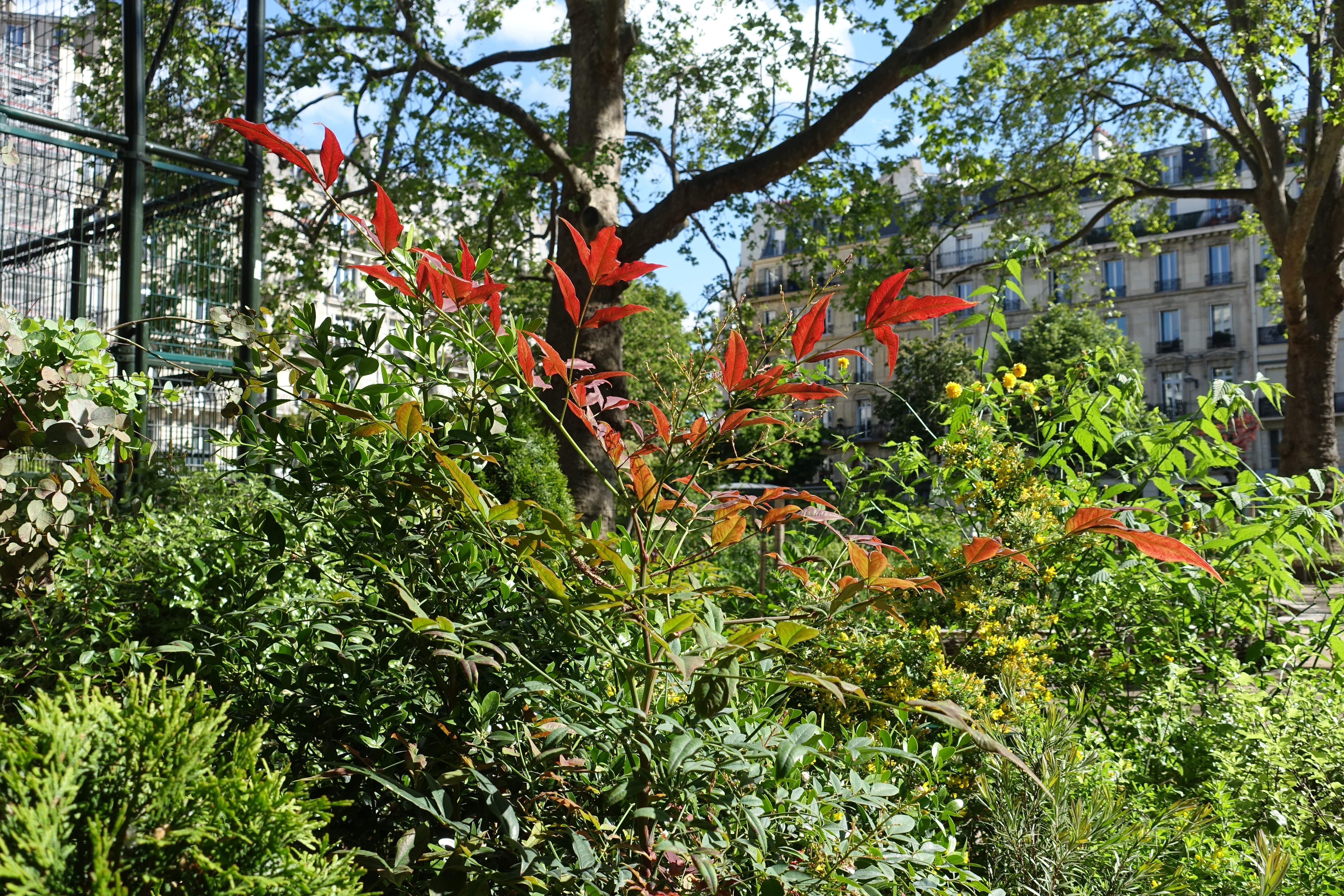
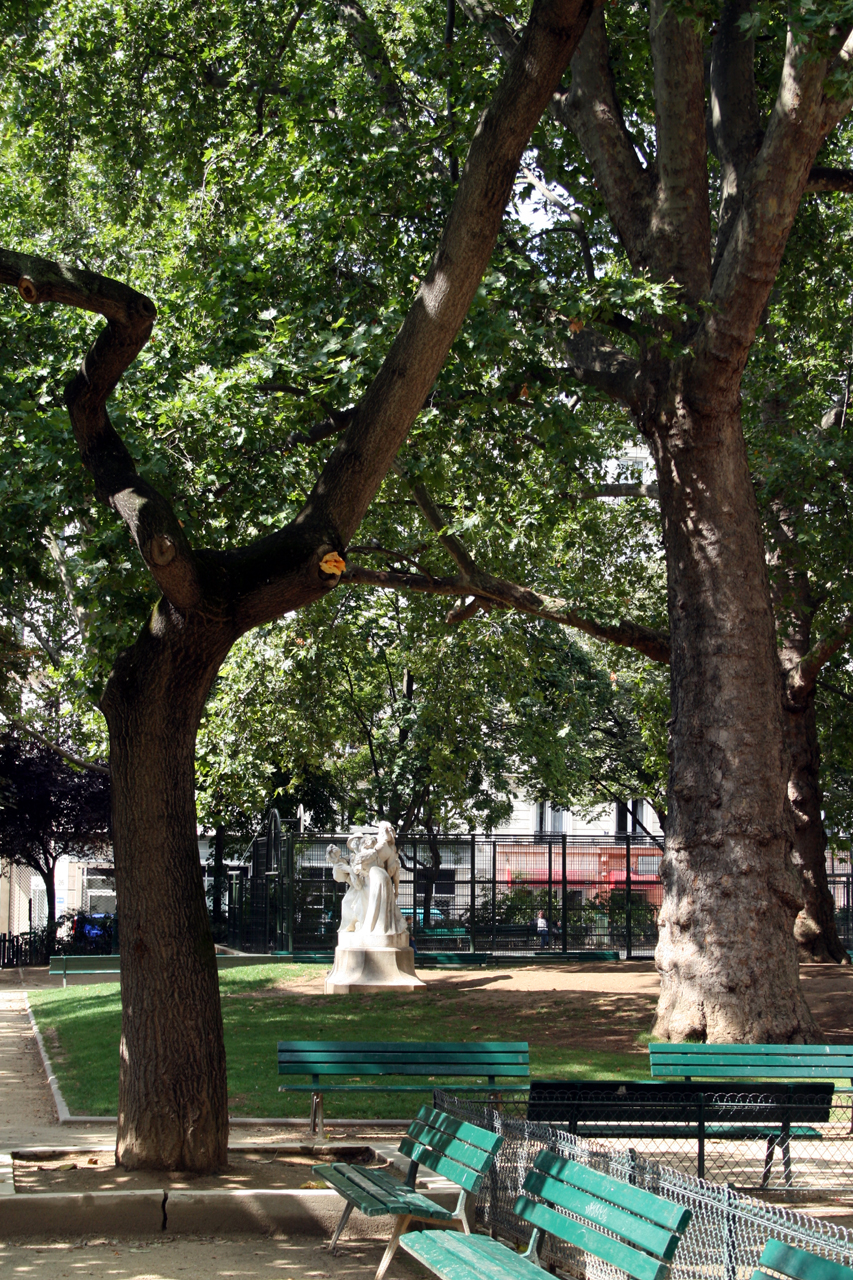

## Origine du nom

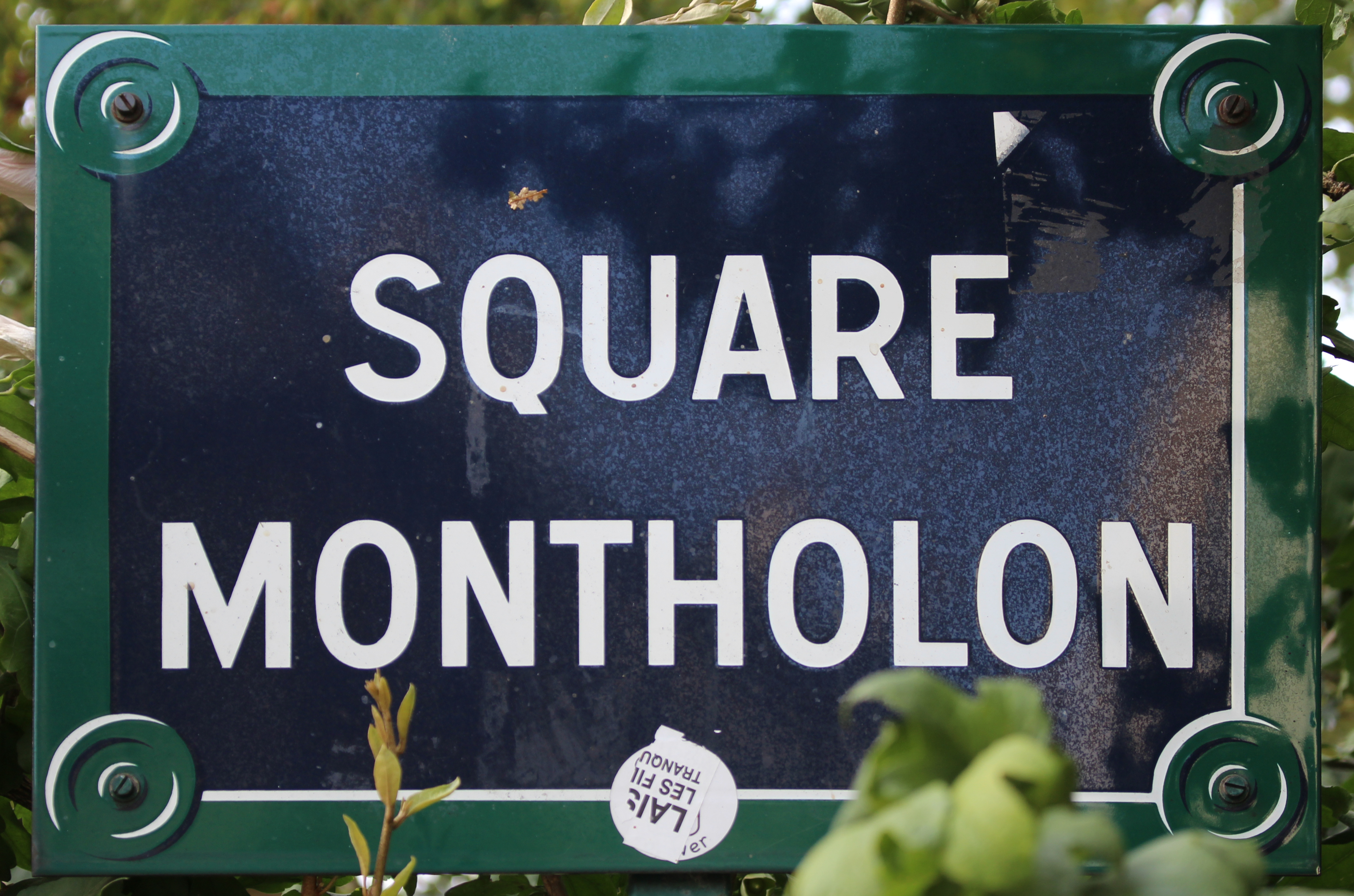
Plaque du square.

Il porte ce nom en raison de sa proximité avec la rue de Montholon.

## Historique
Lors des fouilles effectuées à l’emplacement du futur square, un squelette entier de mammouth a été découvert.
La construction du square, achevée par Adolphe Alphand, commence en 1862, pour un coût de 160 000 francs de l'époque, au moment de la construction de la rue La Fayette. Le square est ouvert en 1863. Il fait partie des 24 squares parisiens réalisés par Alphand durant le Second Empire.
Le square faisait partie des jardins de l'hôtel particulier de Charles Sanson, le bourreau de Paris et deuxième du nom, à l'époque où ce quartier de la capitale s'appelait encore la « Nouvelle-France ». Sa femme était enterrée à la chapelle Sainte-Anne située à proximité.
Dans le square se trouvait une statue en bronze d'Auguste Cain intitulée Aigle et vautours se disputant un ours mort, créée en 1895, et qui, comme d'autres statues en bronze, est détruite en 1942, sous le gouvernement de Vichy, fondue pour participer à l'effort de guerre,.
Les deux platanes et la grille en fonte, dont les motifs sont en forme de cœur avec entrelacs et épis, sont les seuls éléments subsistants du square d'origine, entièrement rénové en 1981.

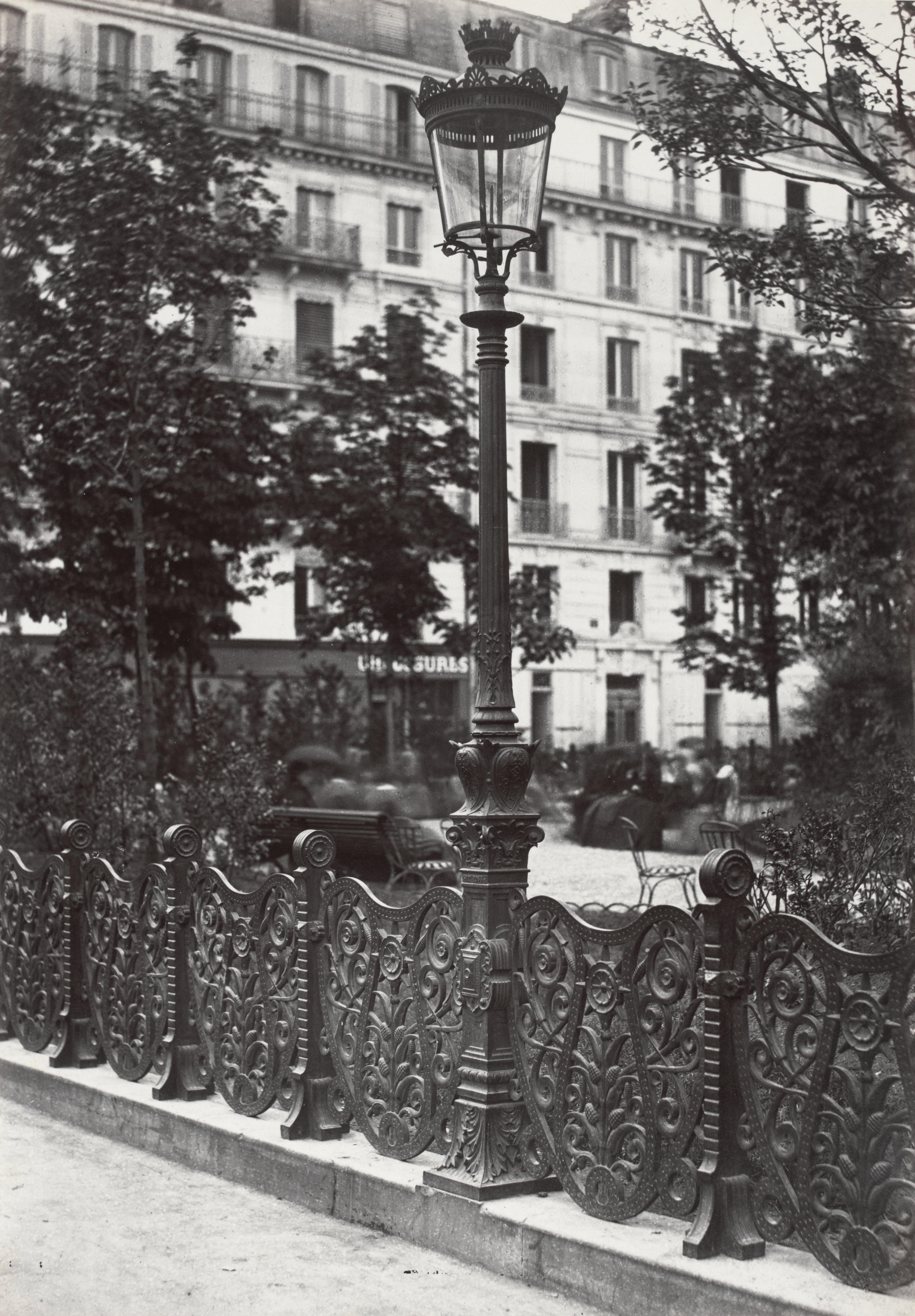
Photo de Charles Marville (1878).
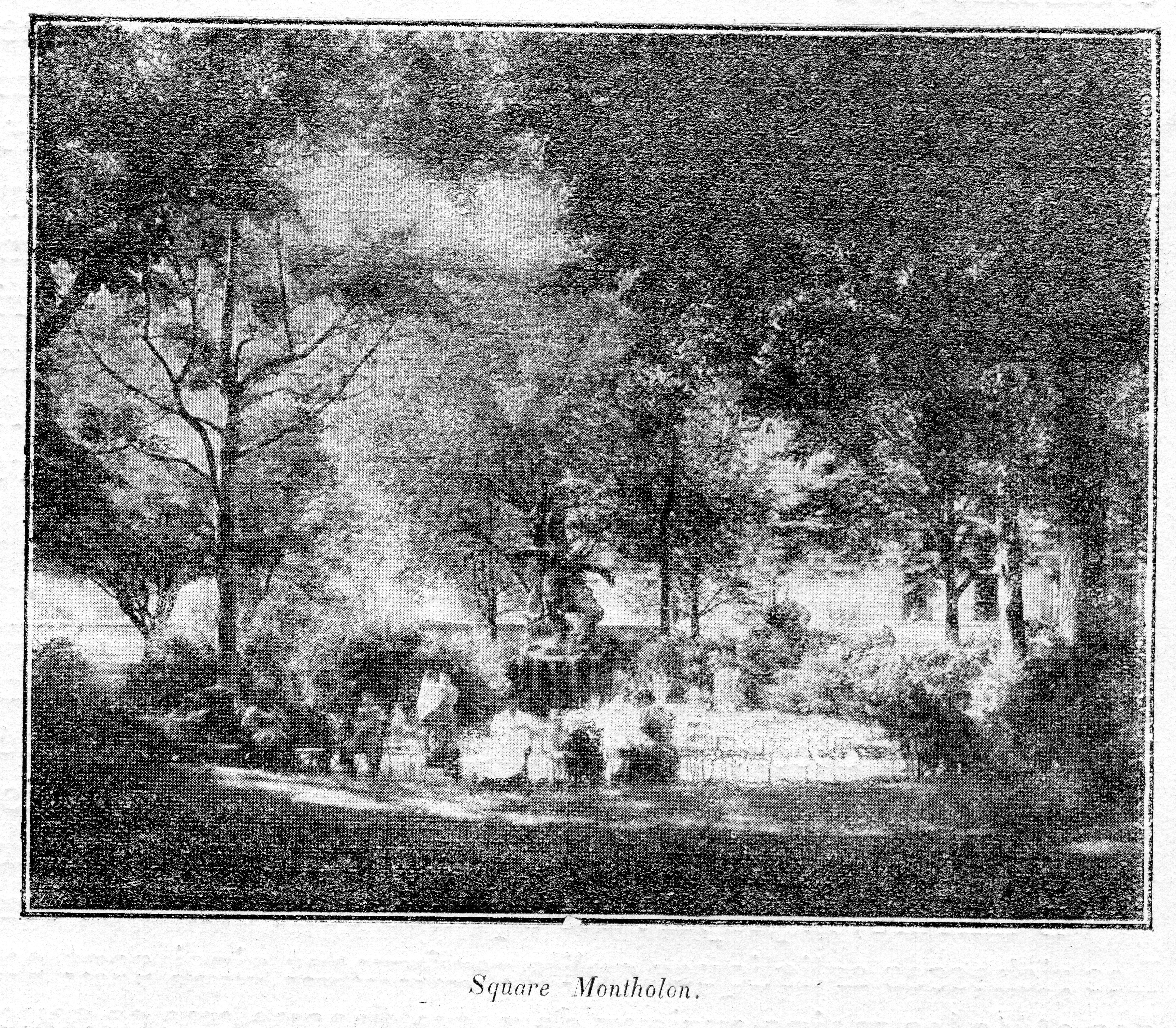
Photo de Clément Maurice (1897).

## Bâtiments remarquables et lieux de mémoire

### Sculptures
Entre 1879 et 1884, le square a accueilli la statue Gloria Victis d'Antonin Mercié, désormais conservée au Petit Palais.
Un groupe en marbre de Julien Lorieux (1876-1915) y est installé, intitulé La Sainte Catherine (1908), acquis par la mairie de Paris en 1925. Il rend hommage aux ouvrières du quartier.
Le square accueillait aussi la sculpture Aigle et vautour se disputant un ours mort d'Auguste Cain, installée en 1895 et fondue sous l'Occupation.
Une stèle rend hommage aux tout-petits enfants juifs non scolarisés morts en déportation. Elle a été installée à l'initiative de l'Association pour la mémoire des enfants juifs déportés (AMEJD) du 9e arrondissement.

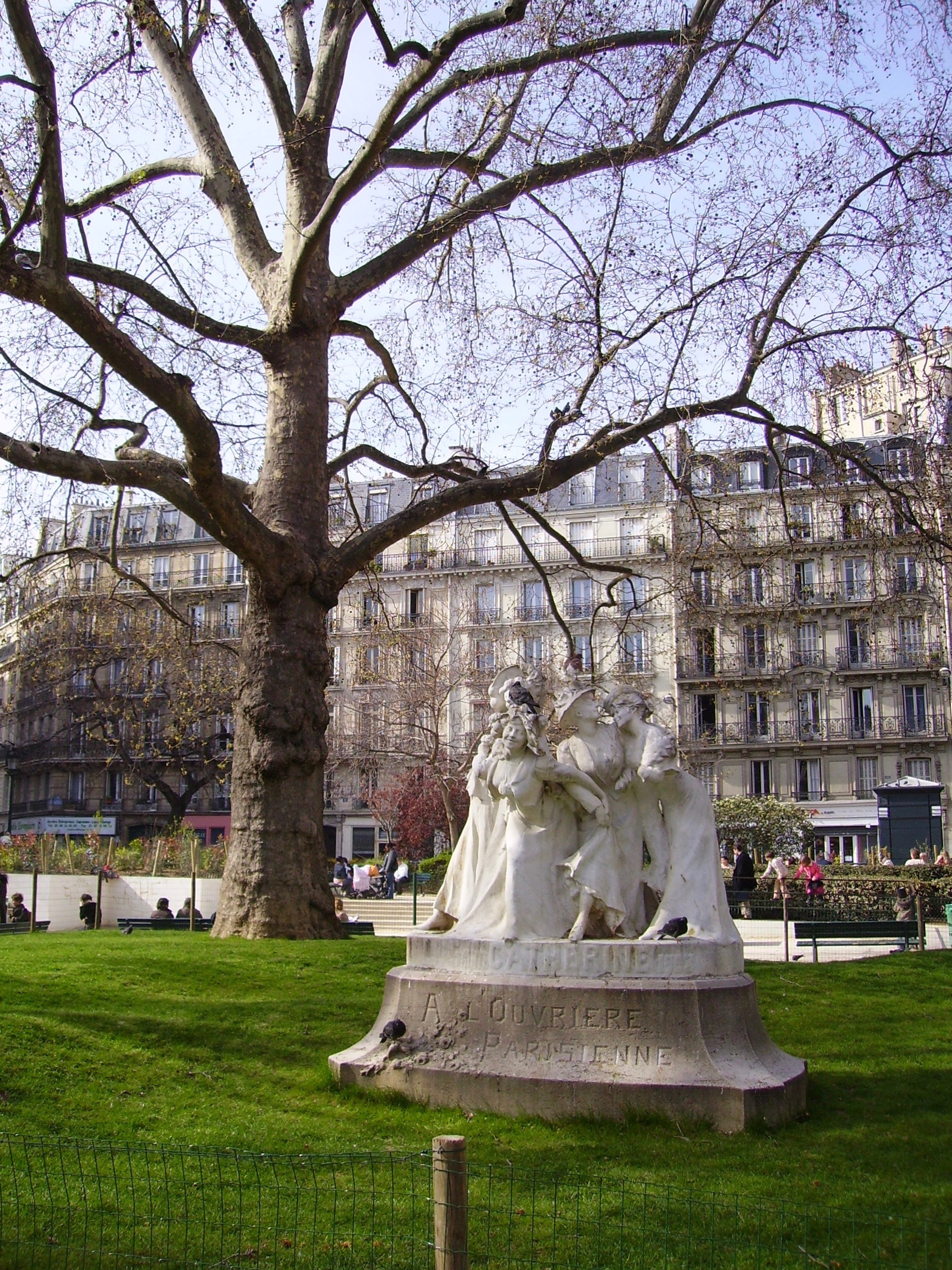
Vue d'ensemble.
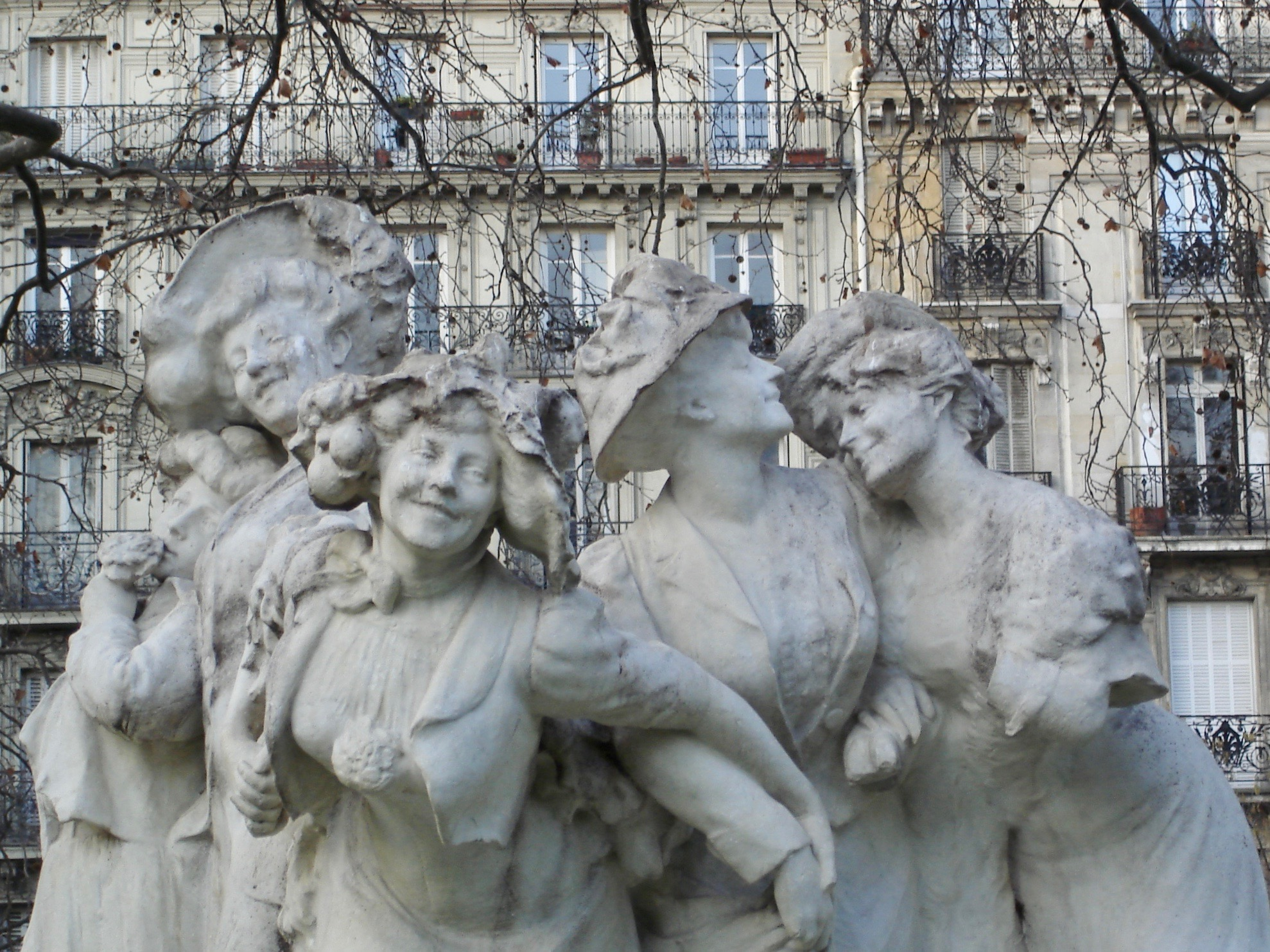
Détail.
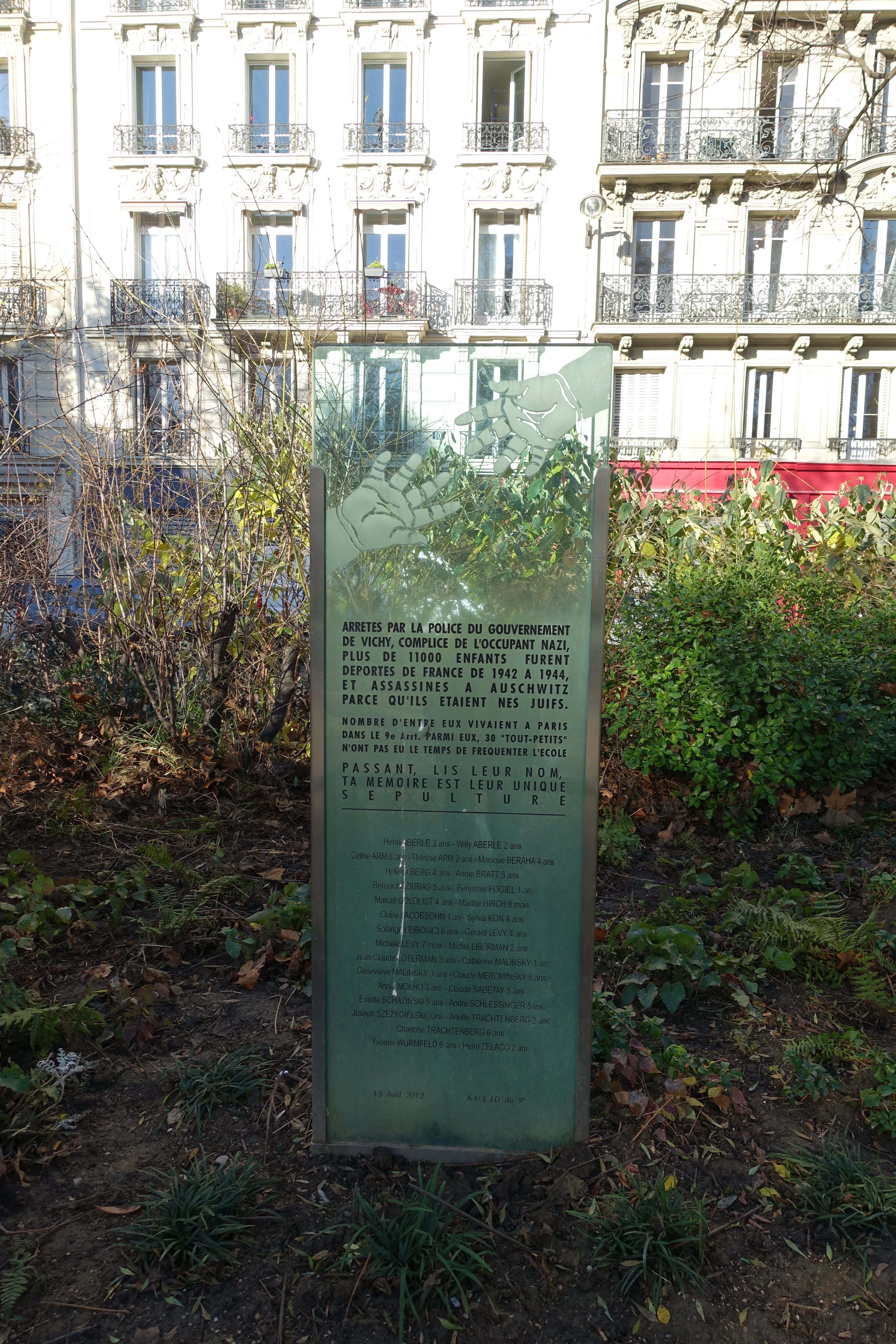
Stèle.

## Aménagements
Les grilles sont l'oeuvre du fondeur Christophe-François Calla, à qui l'on doit celles de l'église de Saint-Vincent de Paul ou encore celle de l'église de la Madeleine.
Le square dispose de trois aires de jeux pour les enfants, d'un petit terrain de football et de basket-ball, d'une table de ping-pong et d'un échiquier. Il est équipé de toilettes publiques, de points d'eau potable et du Wi-Fi.
Des nichoirs à mésanges bleues et mésanges charbonnières sont installés.
Il est interdit d'y fumer et d'y promener son chien.

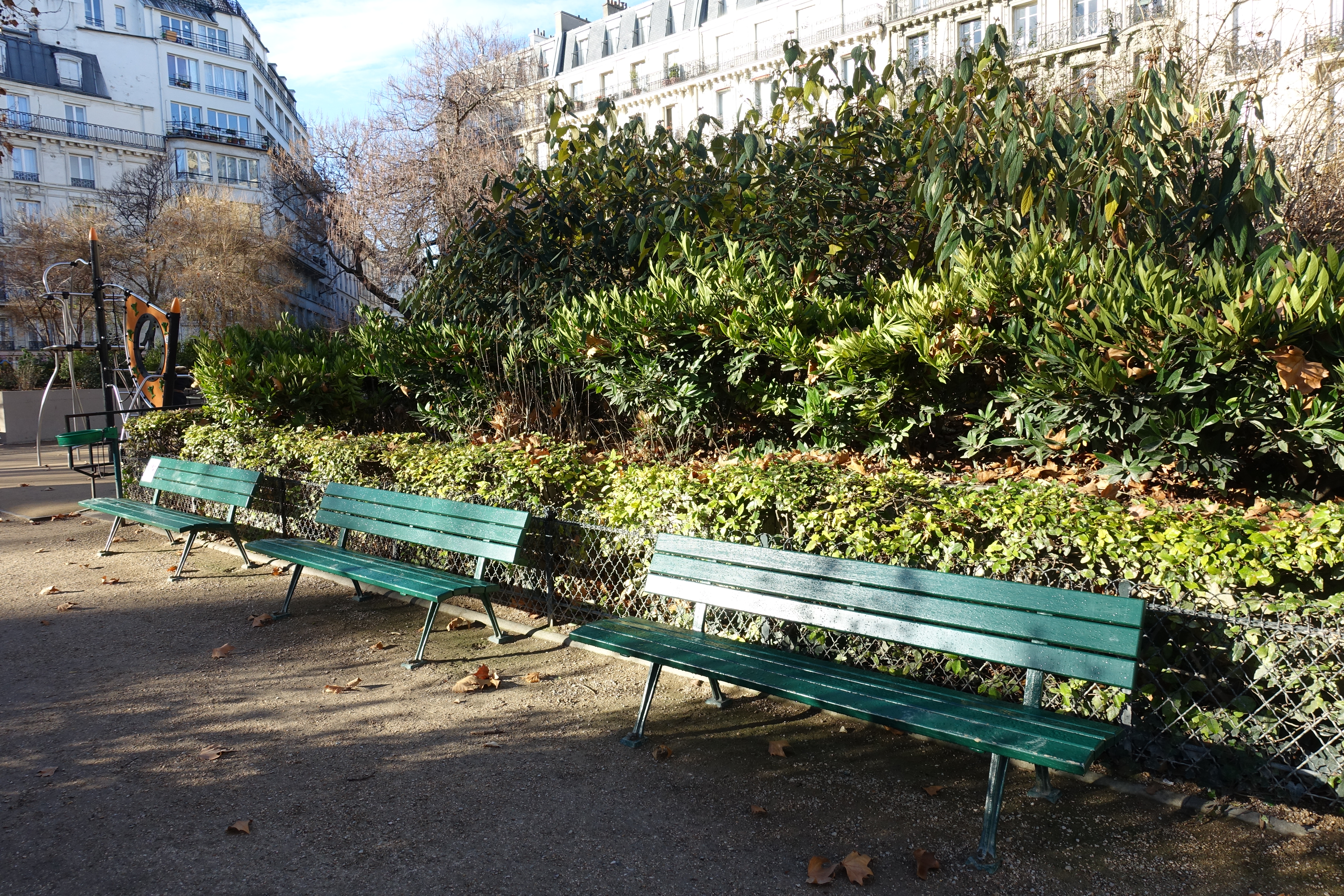
Bancs.
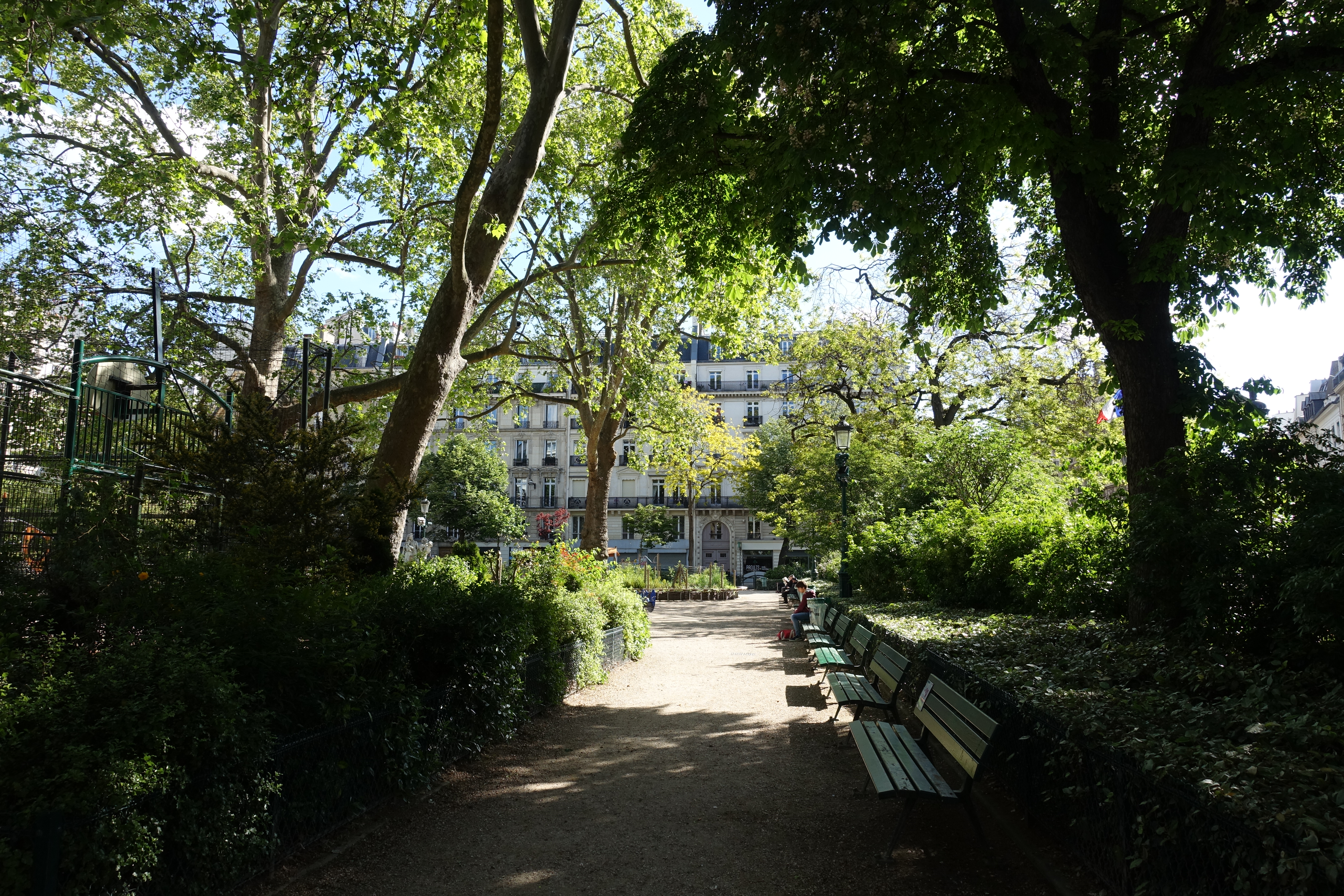
Allée.
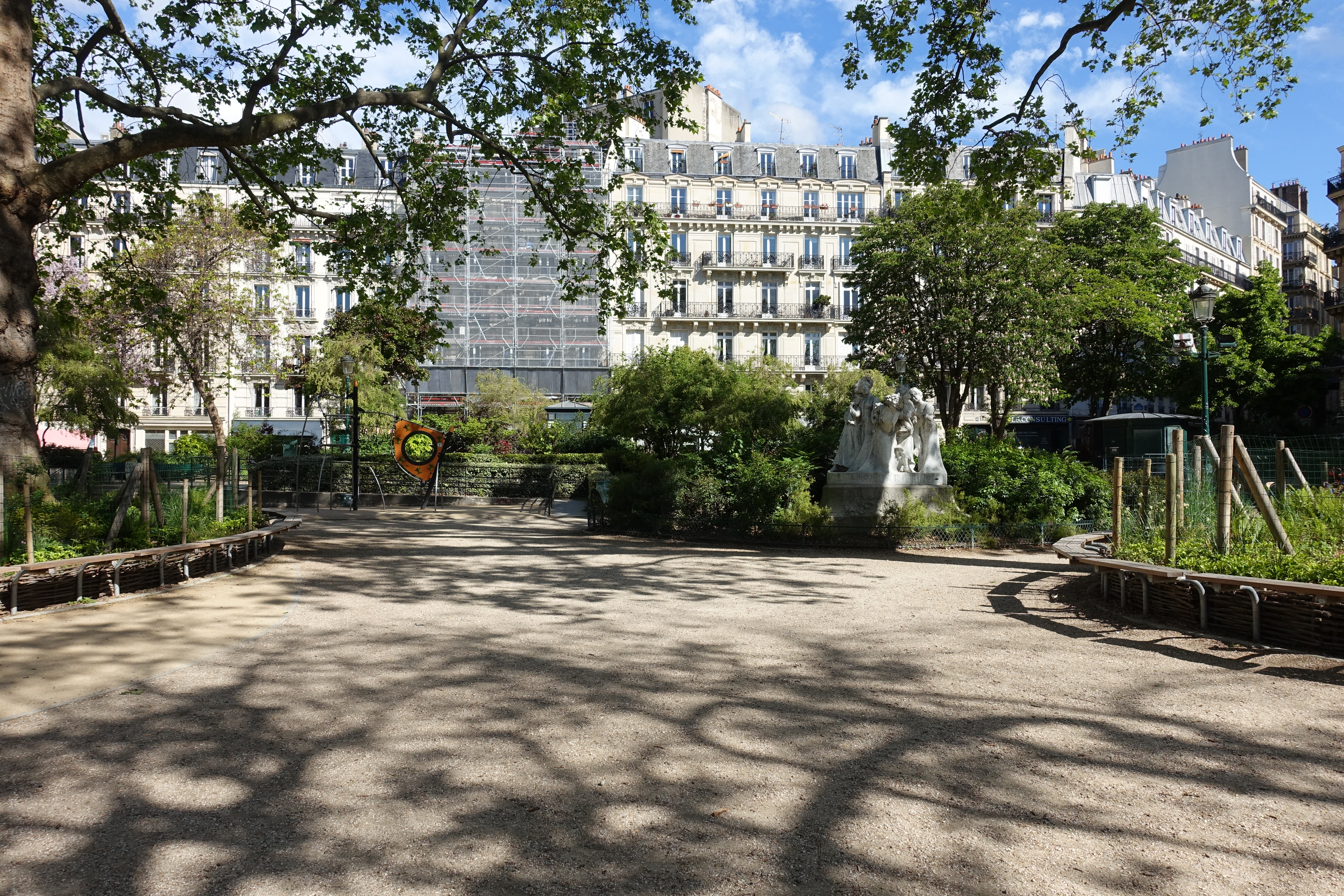
Vue.
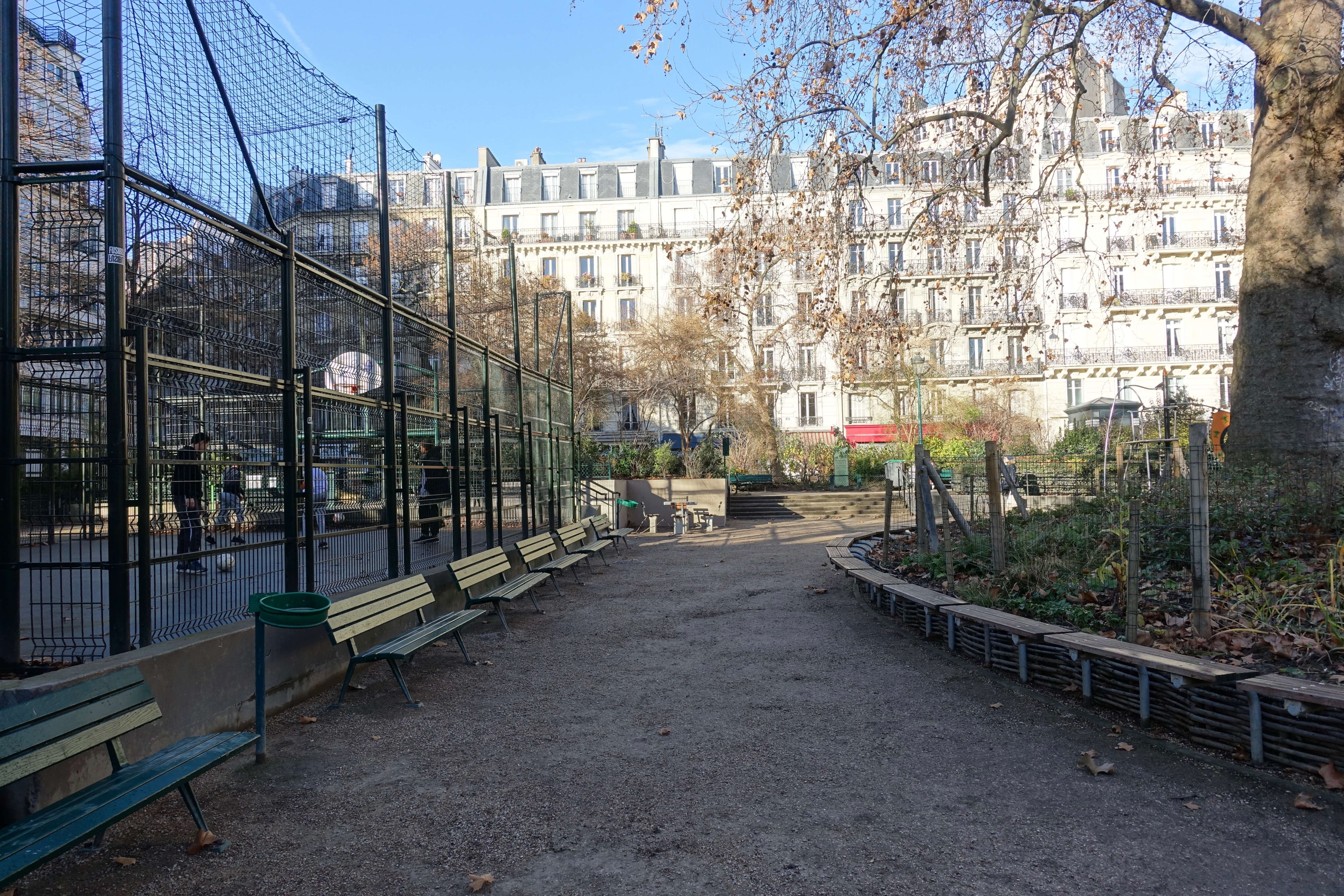
Terrain de football et de basket-ball (à gauche).

## Dans la littérature
Dans le roman Un mauvaise maître (2021) de Frédéric Rouvillois, l'intrigue commence par la découverte du cadavre d'un professeur de la Sorbonne égorgé square Montholon.
Il a donné son nom aux Éditions du Square, qui était la maison mère de Hara-Kiri et Charlie Hebdo, de 1968 à 1972, dont le siège était situé juste à proximité rue de Montholon.

## Dans la musique
Le square Montholon a été chanté vers 1900 par Dranem dans Le Beau blond du square Montholon.
Il a également été chanté en 1923 par Adolphe Bérard et plus récemment, dans la chanson Marine, de Vincent Delerm (sur l'album Les Piqures d'araignées), interprétée par Vincent Delerm et Peter von Poehl.